# Conservatori Benedetto Marcello
El Conservatori Estatal de Música Benedetto Marcello és el Conservatori de Venècia, fundat el 1876 i dedicat a Benedetto Marcello. Té la seu al Palazzo Pisani.

## Història
Va néixer l'any 1876 com a companyia de concerts i escola de música, amb el nom de "Società e Scuola musica musica Benedetto Marcello", fundada pel comte Giuseppe Contin de Castelseprio juntament amb Antonio Buzzolla, Ugo Errera, Gustavo Koppel i Cesare Trombini. L'institut va ser reconegut com a Conservatori Reial el 1915 ("Liceo Civico Musicale Pareggiato Benedetto Marcello"). L'any 1940, quan Gian Francesco Malipiero era director, es va convertir en el Conservatori Estatal "Benedetto Marcello".

## Directors
- Pier Adolfo Tirindelli
- Marco Enrico Bossi
- Ermanno Wolf-Ferrari
- Gian Francesco Malipiero
- Davide Liani
- Gabriele Bianchi
- Mezio Agostini
- Ugo Amendola
- Virginio Fagotto
- Giovanni Umberto Battel
- Nino Antonellini
- Renato Fasano
- Massimo Contiero
- Franco Rossi
- Marco Nicolè
- Roberto Gottipavero

## Oferta didàctica
Programa ministerial - Cursos principals
- Arpa
- Cant
- Guitarra
- Clarinet
- Clavicèmbal
- composició
- Escola experimental de composició (nou ensenyament)
- Contrabaix
- Corn
- Didactica de la música
- Direcció d'orquestra
- Fagot
- Flauta dolça
- Flauta travessera
- Jazz
- Llaüt
- Música coral i direcció de Cors
- Música de cambra
- Música electrònica
- Oboè
- Orgue i composició organista
- Percussió
- Pianoforte
- Pre-polifonia
- Saxofon
- Instruments de percussió
- Trompeta i Trombó
- Viola
- Viola da Gamba
- Violí
- Violoncel

## Associació d'amics del conservatori[calcitació]
Constituïda d'acord amb els articles 14 i següents del Codi Civil, té la seu a Venècia al Conservatori Benedetto Marcello, Ca' Pisani, S. Marco 2810 i té una durada indefinida. L'Associació d'Amics del Conservatori Benedetto Marcello té com a objectiu promoure el desenvolupament educatiu i artístic del Conservatori "Benedetto Marcello" de Venècia, per tal de reafirmar el seu paper d'excel·lència en la vida intel·lectual veneciana, nacional i internacional, i en particular:
1. protegir, promoure i potenciar els béns que constitueixen el patrimoni del Conservatori;
2. donar suport i donar suport a les seves activitats de producció, recerca i editorial;
3. fomentar formes innovadores d'ensenyament i esdeveniments culturals col·laterals;
4. promoure conferències, seminaris, conferències, viatges d'estudi i culturals;
5. establir beques per a estudiants i graduats recents;
6. difondre les iniciatives del Conservatori perquè siguin conegudes en àmbits més amplis, per tal d'augmentar l'atenció i la participació del públic en els actes organitzats;
7. fomentar noves col·laboracions amb organismes i institucions musicals i culturals que operen a Itàlia i ha l'estranger.